# Митропа куп 1992.
Митропа куп 1992 је педесетa и последња година такмичења у Митропа купу.
Такмичење је одржано од 27 до 29. маја у италијанском граду Фођи. Учествовале су екипе из Италије, Мађарске, Чехословачке и СФР Југославије. Играло се полуфинале и финале.
Полуфинале
| Клуб            | Држава                                           | Резултат       | Држава  | Клуб             |
| --------------- | ------------------------------------------------ | -------------- | ------- | ---------------- |
| Борац Бања Лука | Социјалистичка Федеративна Република Југославија | 2:2 пен. (4:2) | Италија | Фођа             |
| Будимпешта ВСК  | Мађарска                                         | 0:0 пен. 6:5   | Чешка   | ФК Дунакањар-Вац |

 Финале 
| Датум, Место  | Победник        | Држава                                           | Резултат       | Држава   | Финалиста      |
| ------------- | --------------- | ------------------------------------------------ | -------------- | -------- | -------------- |
| 29. мај, Фођа | Борац Бања Лука | Социјалистичка Федеративна Република Југославија | 1:1 пен. (5:3) | Мађарска | Будимпешта ВСК |

Финална утакмица (детаљи)
29. мај 1992.
Стадион: Pino Zaccheria, Фођа
Гледалаца: 1,000,
Судија: Steindl (Аустрија)
Борац Бања Лука: Милан Симеуновић, Стојан Малбашић (Ковачевић), Марио Матаја, Милорад Билбија, Горан Ђукић, Катлак, Звонко Липовац, Шашиваревић, Витомир Штављанин, Љубиша Шушић, Алмир Филиповић (Тренер Зоран Смилески)
Будимпешта ВСК: Erdelyi, Szavels, Iszak, Никифоров, Kroner, Huszak, Молнар, Nahoczky, Савељев, Tuboly, Grascov
Стрелци: 1:0 Филиповић 4', 1:1 Tuboly 63'
Пенали:
Борац - Шашиваревић, Штављанин, Филиповић, и Билбија
Вашаш - Молнар и Tuboly,
Симеуновић је одбранио два пенала